# Bonne Nuit Oppy
Pour plus de détails, voir Fiche technique et Distribution.
Bonne Nuit Oppy (Good Night Oppy) est un film américain documentaire réalisé par Ryan White, sorti en 2022.

## Synopsis
Le film revient sur la mission Mars Exploration Rover et plus particulièrement au rover Opportunity surnommé « Oppy ».

## Fiche technique
- Titre : Bonne Nuit Oppy
- Titre original : Good Night Oppy
- Réalisation : Ryan White
- Scénario : Ryan White et Helen Kearns
- Musique : Blake Neely
- Photographie : John Beck Hofmann et David Paul Jacobson
- Montage : Rejh Cabrera et Helen Kearns
- Production : Brandon Carroll, Justin Falvey, Darryl Frank, Matt Goldberg, Jessica Hargrave et Ryan White
- Société de production : Amazon Studios, Amblin Entertainment, Film 45 et Tripod Media
- Narration : Angela Bassett
- Pays :  États-Unis
- Genre : Documentaire
- Durée : 105 minutes
- Dates de sortie : 
  - Prime Video : 23 novembre 2022

## Accueil
Le film a reçu un accueil favorable de la critique. Il obtient un score moyen de 65 % sur Metacritic.
Le film a été nommé au Primetime Emmy Award du meilleur narrateur pour Angela Bassett.